# Cristilabrum
Cristilabrum é um género de gastrópode  da família Camaenidae.
Este género contém as seguintes espécies:
- Cristilabrum bubulum
- Cristilabrum buryillum
- Cristilabrum grossum
- Cristilabrum isolatum
- Cristilabrum monodon
- Cristilabrum primum
- Cristilabrum rectum
- Cristilabrum simplex
- Cristilabrum solitudum
- Cristilabrum spectaculum